# Acalypha pilocardia
Acalypha pilocardia é uma espécie de flor do gênero Acalypha, pertencente à família Euphorbiaceae.